# Варшава-Виленьска
Варшава-Виленьска (пол. Warszawa Wileńska) — железнодорожный вокзал в Варшаве, расположен в районе Прага-Пулноц. Построен в 1863 году как «Петербургский вокзал» — конечная станция Петербурго-Варшавской железнодорожной линии, связывающей Варшаву с Санкт-Петербургом (см. Варшавский вокзал) через Вильнюс. 

## История
Здание вокзала построено в 1859—1861 гг. по проекту архитектора Наркиза Зборжевского. Главный фасад вокзала выходил на ул. Виленскую. Станция расположена на 1046-й версте дороги на Праге, на правом берегу Вислы.
В 1873—1875 гг. построен железнодорожный мост через Вислу. Дорога соединена с Варшаво-Венской ж. д.
Вскоре после начала Первой мировой войны переименован в Петроградский вокзал.
При оставлении русскими Варшавы в августе 1915 году взорван и выгорел при последовавшем пожаре.
Ныне ст. Варшава-Виленская (Виленский вокзал).

## Привокзальная площадь
На привокзальной Виленской площади находятся:
- Церковь Марии Магдалины (1867—1869 гг.; арх. Сычев Н. А.; с 1921 г. — кафедральный собор Польской автокефальной православной церкви.
- Памятник советско-польскому братству по оружию, удалён в 2011 по поводу стройки новой станции метро (открыт в ноябре 1945 г.; так называемые четверо спящих).
- Торговый центр Галериа Виленьска.

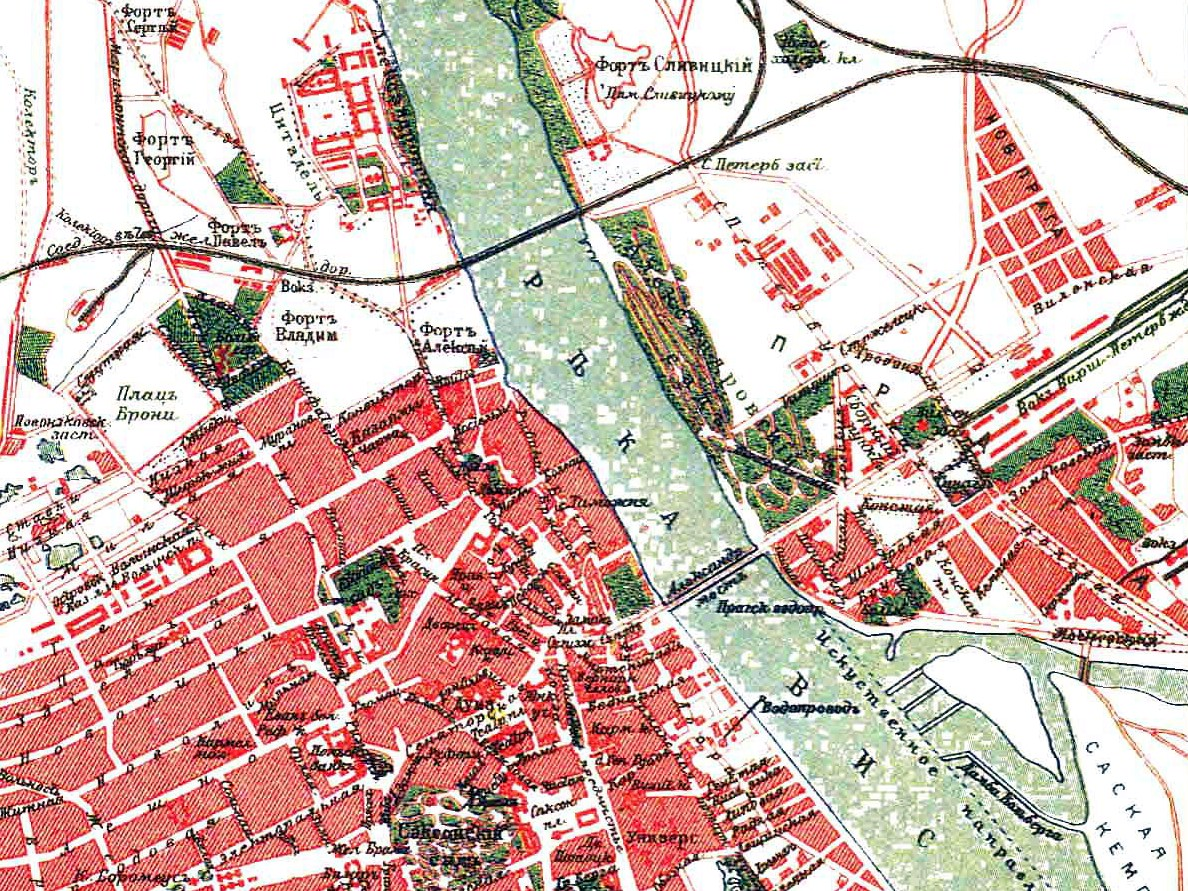
Железные дороги и вокзал на карте Варшавы 1900 год
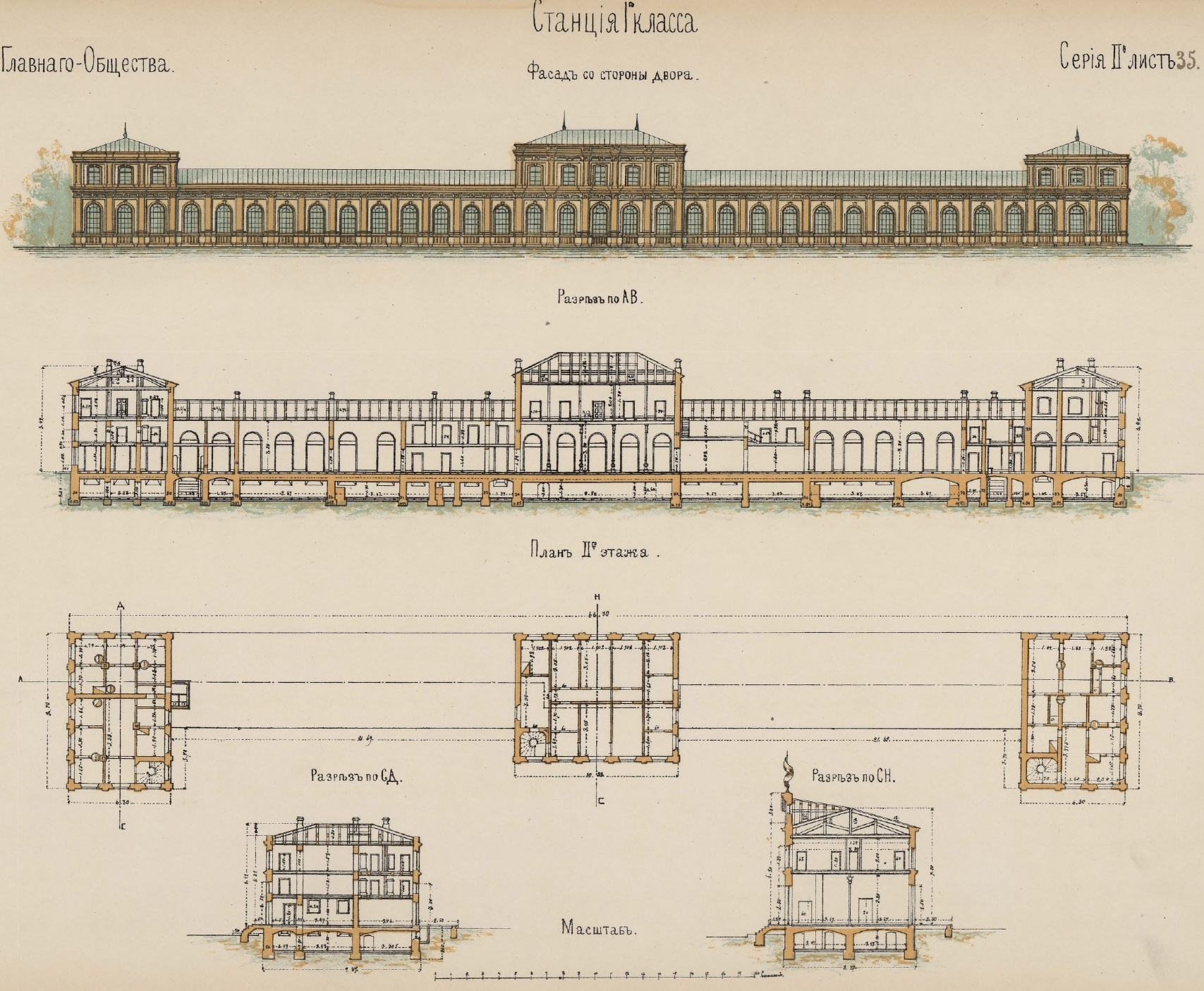
Чертёж вокзала
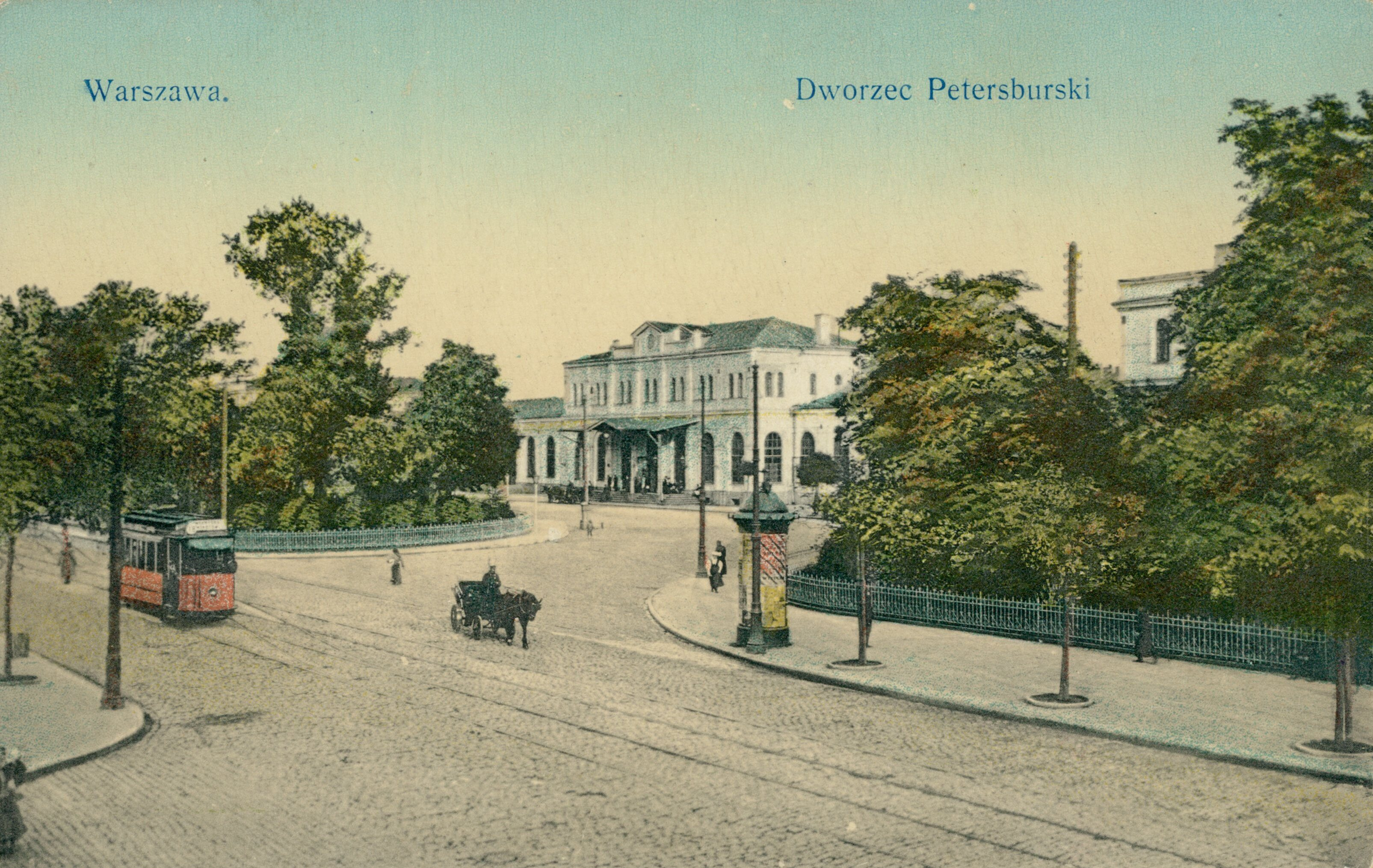
Петроградский вокзал в Варшаве
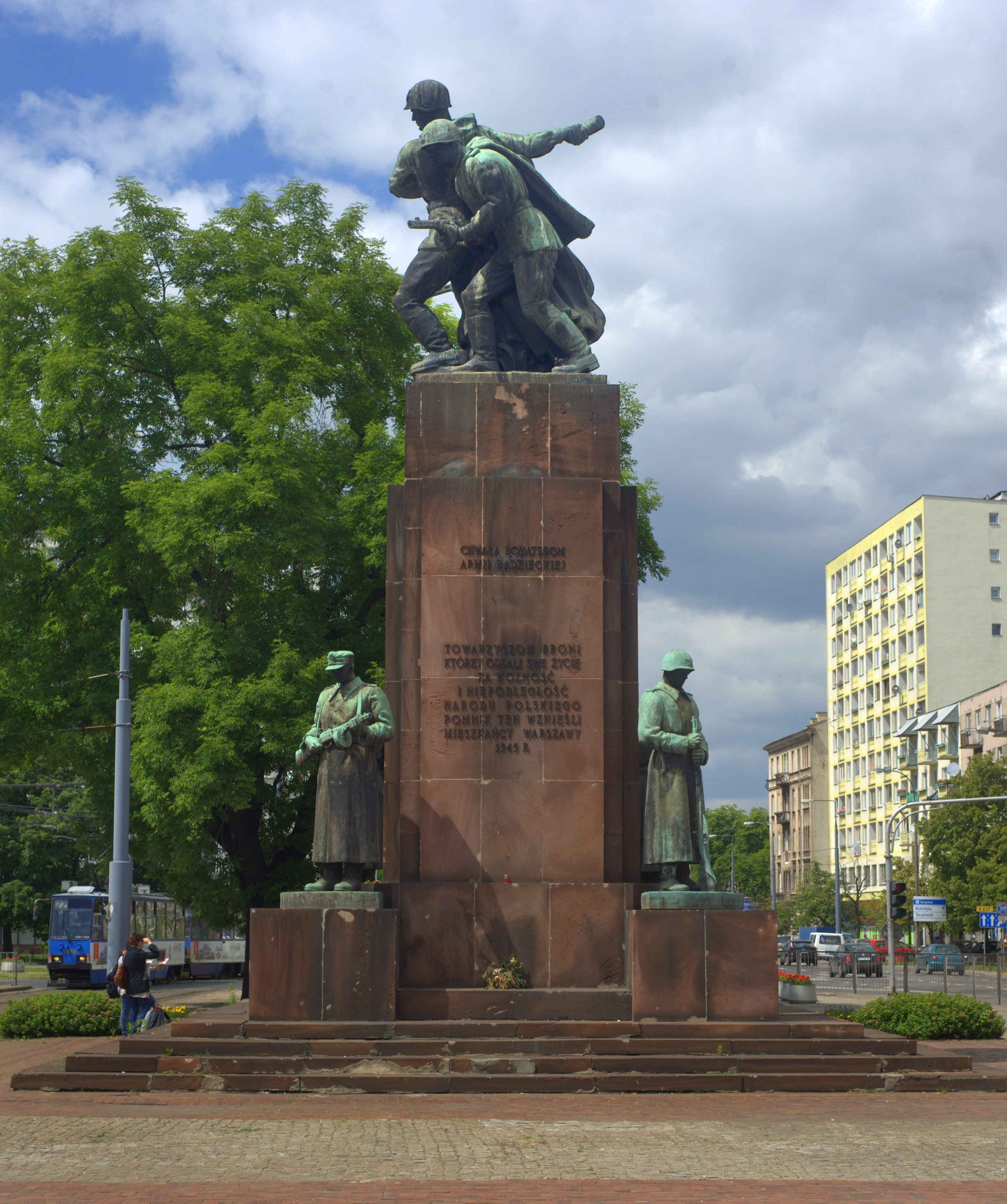
Памятник Братству по оружию
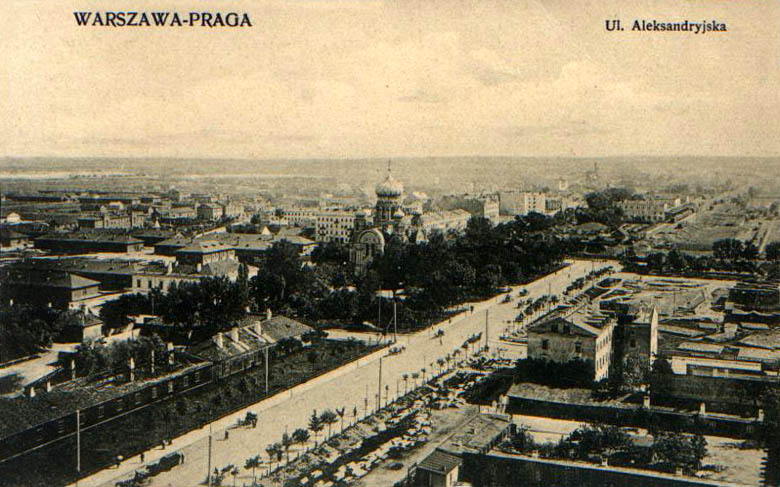
Прага. Церковь на Александровской ул.
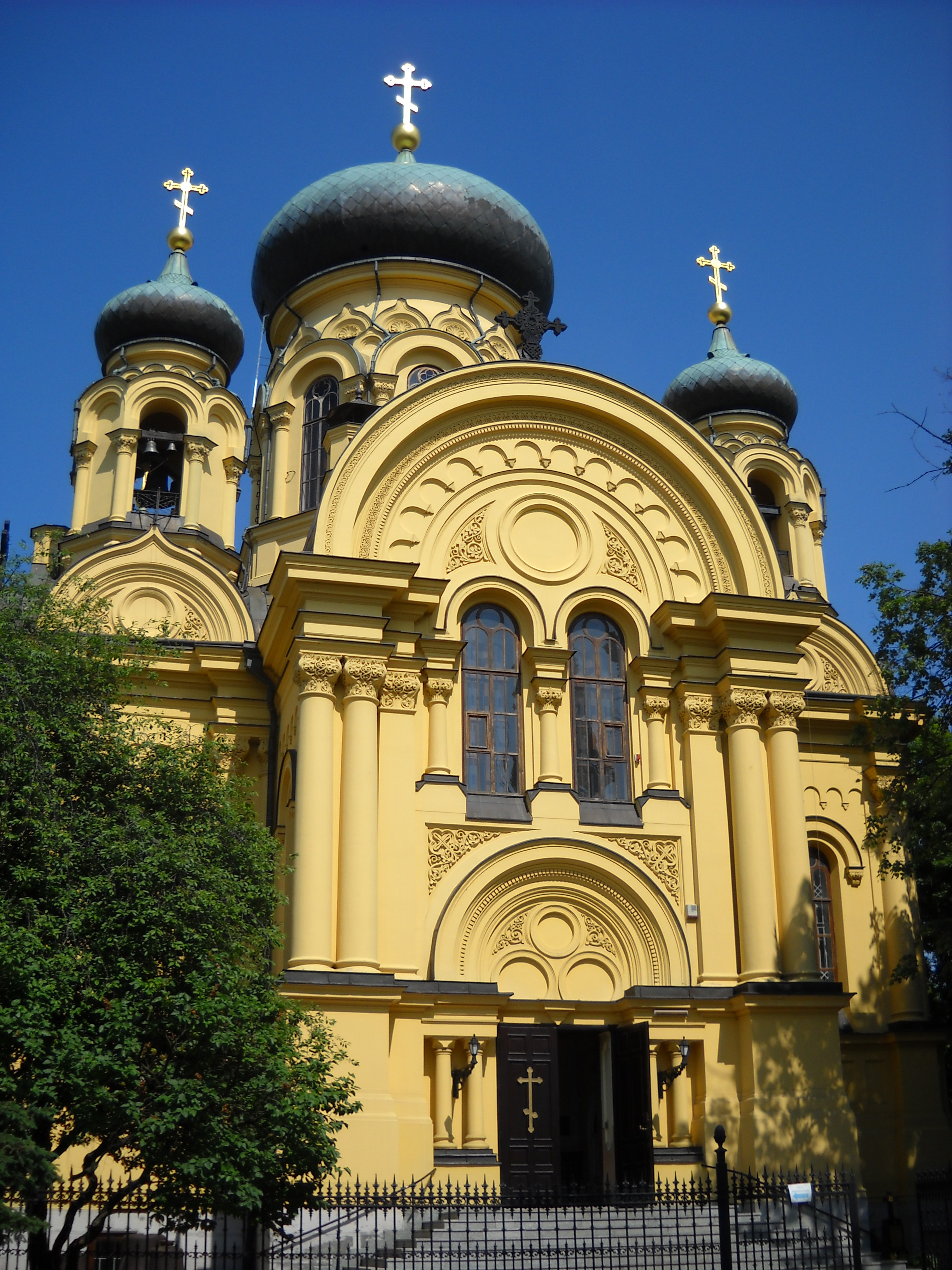
Церковь Марии Магдалины
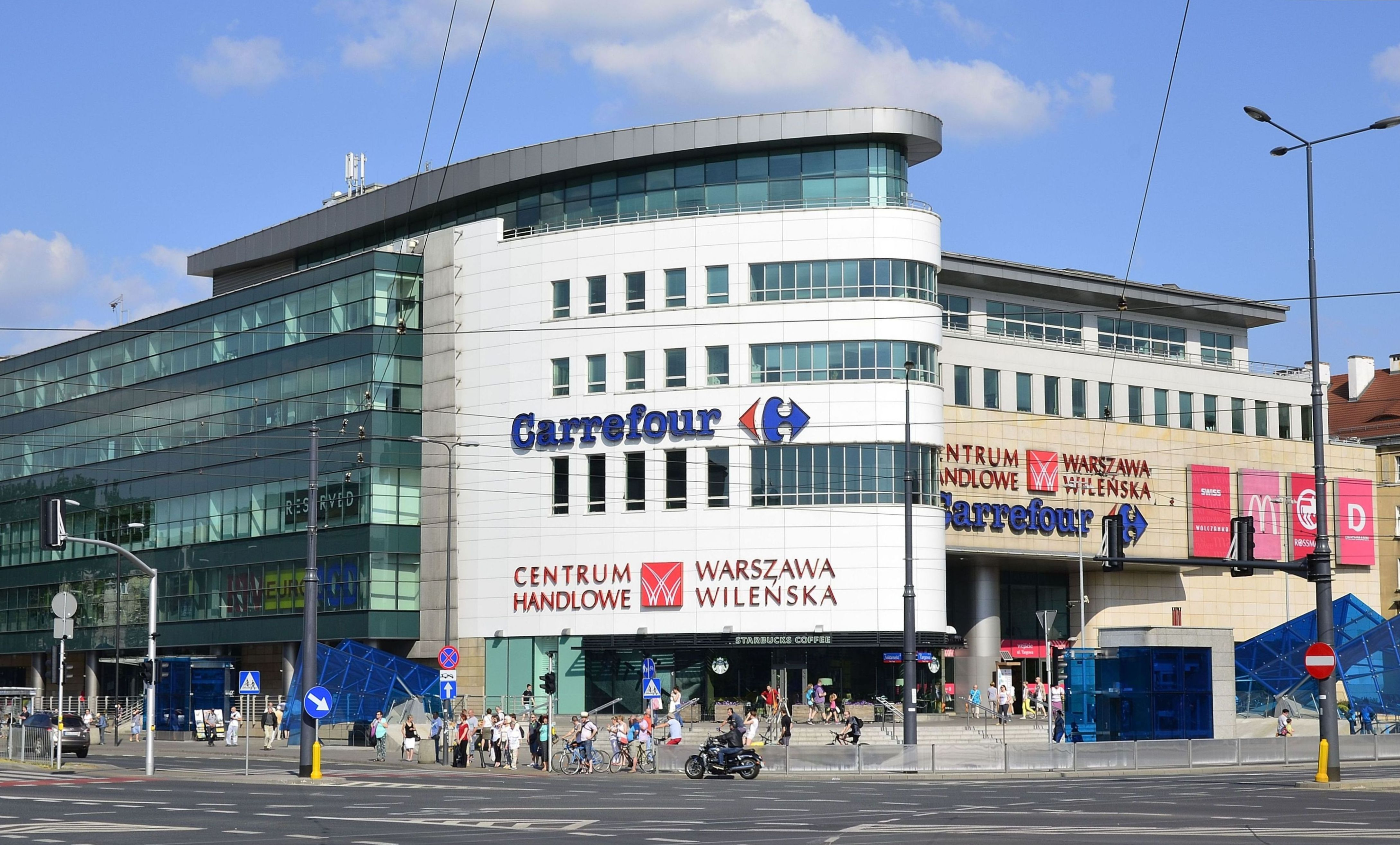
Торговый центр

## Транспорт
- автобусы: 120, 125, 135, 160, 162, 166, 169, 170, 190, 262, 338, 412, 509, 512, 517, 527, 718, 738, 805, N02, N03, N11, N14, N16, N21, N61, N64, N66, N71, 'E-7'
- трамваи: 3, 4, 6, 13, 20, 23, 25, 26, 28
- метро Двожец Виленьски

## В литературе
- А. А. Блок. "Возмездие". 1909 г.